# ستانلي أموزي
ستانلي أموزي (بالإنجليزية: Stanley Amuzie)‏ (28 فبراير 1996 نيجيريا - ) هو لاعب كرة قدم نيجيري.

## وصلات خارجية
ستانلي أموزي على موقع قاعدة بيانات كرة القدم.إي يو (الإنجليزية)
- ستانلي أموزي على موقع ناشيونال فوتبول تيمز (الإنجليزية)
- ستانلي أموزي على موقع Soccerbase.com (لاعب) (الإنجليزية)
- ستانلي أموزي على موقع Soccerway.com (الإنجليزية)
- ستانلي أموزي على موقع عالم كرة القدم.نت (الإنجليزية)
- ستانلي أموزي على موقع أوليمبيديا (الإنجليزية)
- ستانلي أموزي على موقع AS.com (الإسبانية)